# Yuánróng sāndì
Yuánróngsāndì (圓融三諦, giapponese: Enyū santai, coreano 원융삼제?, Wonyung samjeLR, Wŏnyung samjeMR, vietnamita viên dung tam đế)  si può rendere in italiano come Triplice verità ed è la dottrina centrale delle scuole buddiste cinese Tiāntái (天台宗) e giapponese Tendai espressa in particolar modo nel  Móhē Zhǐguān (摩訶止觀, Grande trattato di calma e discernimento, giapp. Maka Shikan, T.D. 1911,) opera di Zhìyǐ (智顗, 538-597).

## Dottrina
La dottrina dello Yuánróng sāndì si fonda su un originale sviluppo della scuola indiana  Madhyamaka  fondata da Nāgārjuna nel II secolo. Questa dottrina sostiene che dal punto di vista della Verità assoluta (sans. paramārtha-satya o śūnyatā-satya, cin. 空諦 kōngdì, giapp. kūtai) tutta la Realtà che ci appare è vuota di proprietà inerente: essa è impermanente dal punto di vista temporale e, nel contempo, non c'è un fenomeno che non dipenda dagli altri fenomeni. Questa vacuità (sans. śūnyatā,  cin. 空 kōng, giapp. kū) si poggia tuttavia sulla Verità convenzionale (sans. saṃvṛti-satya, cin. 假諦  jiǎdì, giapp. ketai) dove i singoli fenomeni vengono percepiti nella loro unicità.
La sintesi esperienziale di queste due Verità, apparentemente contraddittorie, porta alla realizzazione della terza verità, la Verità di mezzo (sanscrito mādhya-satya, cin. 中諦 zhōngdì, giapp. chūtai).
È evidente l'originalità di questa posizione rispetto allo sviluppo dottrinale contemporaneo della scuola Madhyamaka indiana (in particolare con l'opera di Candrakīrti, VI secolo) dove invece veniva chiaramente indicata la prevalenza della Verità assoluta (paramārtha-satya o śūnyatā-satya) come 'vera' realtà delle cose, rispetto alla Verità convenzionale (saṃvṛti-satya), una 'verità' solamente funzionale, strumentale, che non corrisponde alla vera Realtà la quale è sempre e comunque vacuità (śūnyatā).  Questa interpretazione dell'opera di Nāgārjuna viene interpretata da Zhìyǐ come una possibile lettura  nichilista della dottrina del Buddha Śākyamuni.
L'insegnamento di Zhìyǐ della Triplice verità legge quindi il mondo fenomenico (la Verità convenzionale) nella Verità ultima per cui anche la mondanità (俗 sú), se ben compresa alla luce della Triplice Verità, non è distinta ed appartiene proprio dalla Verità ultima, in quanto tutte le cose e tutta la Realtà additano l'Illuminazione.
Grazie a questo insegnamento vi è una riconciliazione della bellezza, dell'estetica  e in generale di tutte le attività umane, con più ascetici insegnamenti buddisti sulla verità. Così la poesia, ad esempio, può essere considerata come un mezzo che conduce al perfezionamento spirituale. La contemplazione della poesia è semplicemente contemplazione del Dharma. Ciò può essere affermato per ogni altra forma d'arte, di studio e di attività.
La traccia di questo percorso di svelamento della Realtà, secondo la scuola Tiāntái, ha inizio con l'opera di Huìwén (慧文, V secolo ma di lui non conserviamo oggi alcuna opera) a cui la tradizione dà il merito di aver, per primo, intuito la 'simultaneità delle tre consapevolezze': consapevolezza della vacuità di ogni fenomeno, consapevolezza della sua unicità provvisoria e quindi consapevolezza unita di vacuità e unicità provvisoria di ogni fenomeno o suoi insiemi. All'opera di Huìwén segue quella di |Huìsī (慧思, 515-577,  si conservano di lui diverse opere), grande cultore del Sutra del Loto. Huìsī intuisce nel simbolo del Loto, che non ha fiore che non produca frutti, una metafora della stessa vita. Non c'è vita che non si poggi sulla buddhità, sulla natura di Buddha. Quando la vita si esprime nelle condotte esse stesse non possono che condurre verso la stessa buddhità. Ogni azione è azione della natura di Buddha e conduce alla buddhità stessa, questo anche quando colui che agisce non ne è consapevole.
La dottrina delle 'Tre consapevolezze' di Huìwén unita alle intuizioni di Huìsī sul Sutra del Loto, con particolare riguardo al II capitolo dove vengono elencate le "dieci talità" (sans. tathātā, cin. rushi shixiang)  della Realtà ognuna vista contemporaneamente nella sua vacuità e unicità provvisoria, portano Zhìyǐ ad esprimere la prima dottrina compiuta della scuola Tiantai. La comprensione profonda della 'Triplice verità' può avvenire, secondo le scuole Tiantai e Tendai, solo mediante la pratica meditativa dello zhǐguān (sans. śamatha-vipaśyanā, giapp. shikan).
Tale comprensione profonda consentirebbe di raggiungere l'illuminazione (sans. bodhi, cin. puti, giapp. bodai) e quindi di risolvere tutte le ambiguità della propria presenza nel mondo senza dover rinviare tale risposta ad una divinità trascendente (sans. deva, cin. tianshen, giapp. tennin; critica già operata dal Buddismo Hīnayāna), senza dover rifuggire il mondo delle illusioni  e della vita ordinaria (sans. samsara, cin. lunhui, giapp. shoji rinne; critica nei confronti del Buddismo Hīnayāna) e senza dover contemplare la vacuità della Verità assoluta rinunciando alla propria soggettività (critica alle dottrine di alcune scuole del Buddismo Mahāyāna).